# Villa Ädelsten

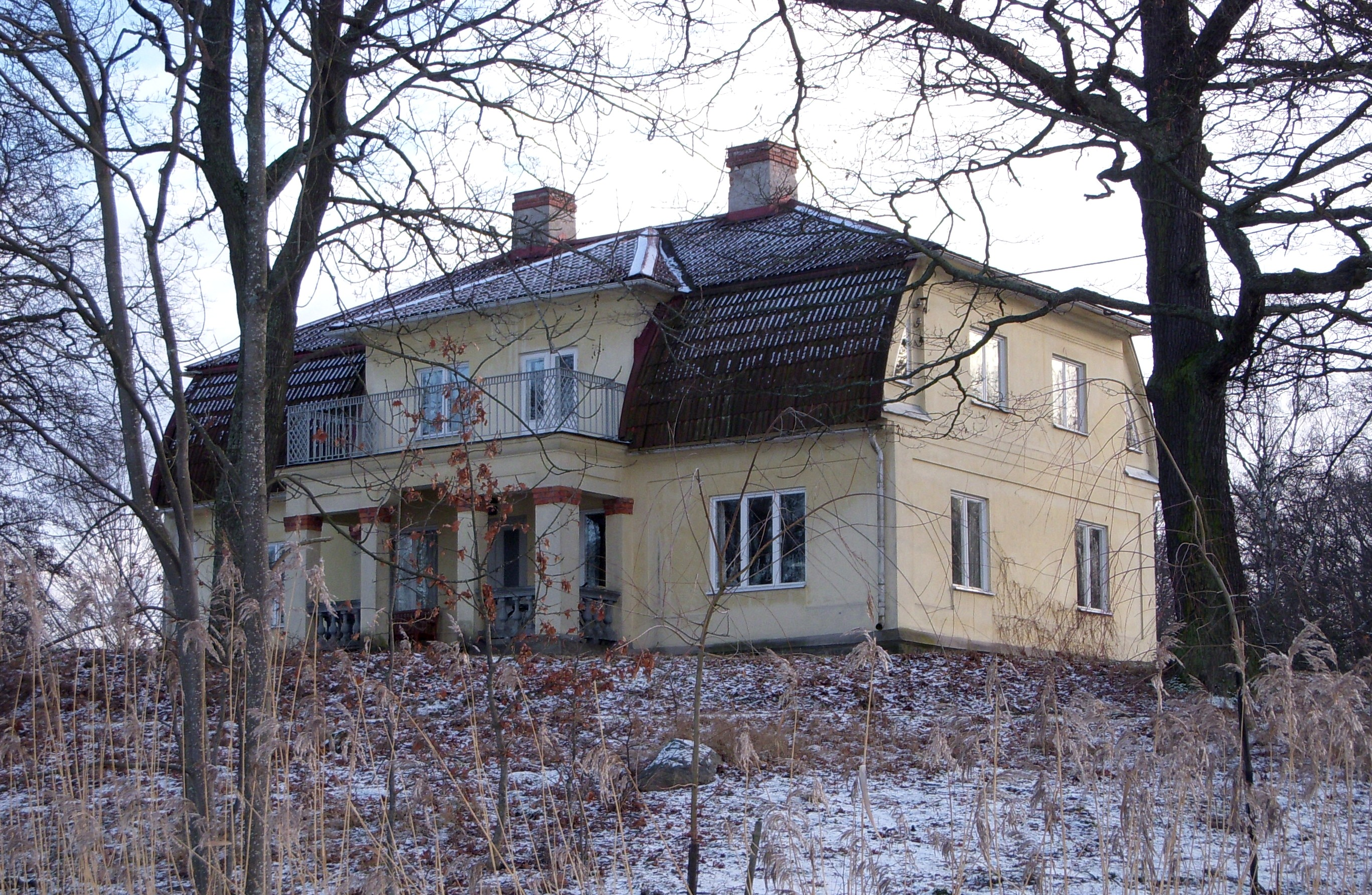
Villa Ädelsten 2009.

Villa Ädelsten ligger i Hagaparken i Solna kommun. Villan är belägen på en landtunga söder om Gustav III:s paviljong, i samma område finns även Kinesiska paviljongen.
Villan byggdes på en arrendetomt 1910. Byggnaden är utförd i herrgårdsstil med en bottenvåning och ett övre våningsplan som är inrett under ett valmat, brutet mansardtak. Mot Brunnsviken finns en stor altan. Fasaderna är slätputsade och avfärgade i ljusgul kulör, i altanen med inslag av rött tegel.  Byggherre var Anders Wall, kamrer i Walls sågeri- och trävaru AB. Idag är villan en privatbostad.